# 孫田町
孫田町（まごたちょう）は、愛知県瀬戸市效範連区の町名。丁番を持たない単独町名である。

## 地理
- 瀬戸市の西部に位置する[8]。西を北脇町、北を東横山町・西追分町、東を汗干町、南を川端町と隣接している[8]。
- 瀬戸の新開地として開けた地で[9]、住宅・小売店・中小工場・事務所が混在する[8]。

### 河川
- 瀬戸川 ： 町の南端、川端町との町境を西流している。
- 孫田川（瀬戸川支流） ： 町の東端部、汗干町との町境を南流し、南東端部で瀬戸川に注ぎ込んでいる。
- 桜川（瀬戸川支流） ： 町の西端部、北脇町との町境を南流し、南西端部で瀬戸川に注ぎ込んでいる。

- 瀬戸川（孫田町・川端町境）
- 孫田川（孫田町・汗干町境）
- 瀬戸川と孫田川の合流点[注釈 1]
- 桜川（孫田町・北脇町境）
- 瀬戸川と桜川の合流点[注釈 2]

### 学区
市立小・中学校に通う場合、学区は以下の通りとなる。また、公立高等学校普通科に通う場合の学区は以下の通りとなる。
| 番・番地等 | 小学校             | 中学校             | 高等学校 |
| ---------- | ------------------ | ------------------ | -------- |
| 全域       | 瀬戸市立效範小学校 | 瀬戸市立南山中学校 | 尾張学区 |

## 歴史

### 町名の由来
町名設定の際、旧今村字孫田の字名を採って孫田町と名付けられたと推察される。

### 沿革
- 1943年（昭和18年）8月9日 - 瀬戸市大字今字孫田の一部により、同市孫田町として成立[2]。

## 世帯数と人口
2024年（令和6年）1月1日現在の世帯数と人口は以下の通りである。
| 町丁   | 世帯数  | 人口  |
| ------ | ------- | ----- |
| 孫田町 | 208世帯 | 373人 |

### 人口の変遷
国勢調査による人口の推移
| 1995年（平成7年）  | 440人 | [ 12 ] |  |
| 2000年（平成12年） | 366人 | [ 13 ] |  |
| 2005年（平成17年） | 380人 | [ 14 ] |  |
| 2010年（平成22年） | 359人 | [ 15 ] |  |
| 2015年（平成27年） | 384人 | [ 16 ] |  |
| 2020年（令和2年）  | 393人 | [ 17 ] |  |

### 世帯数の変遷
国勢調査による世帯数の推移。
| 1995年（平成7年）  | 150世帯 | [ 12 ] |  |
| 2000年（平成12年） | 143世帯 | [ 13 ] |  |
| 2005年（平成17年） | 192世帯 | [ 14 ] |  |
| 2010年（平成22年） | 182世帯 | [ 15 ] |  |
| 2015年（平成27年） | 203世帯 | [ 16 ] |  |
| 2020年（令和2年）  | 216世帯 | [ 17 ] |  |

## 交通

### 鉄道
愛知環状鉄道・愛知環状鉄道線 ： 町の東部を南北に走っている。最寄り駅は瀬戸市駅。
- 愛知環状鉄道線（孫田町内）

### バス
町内にバスは走っていない。最寄りのバス停は、名鉄バス「しなの線（瀬戸北線）」【1】【1H】【2】【2H】系統・同「東山線」【16H】【17H】系統・瀬戸市コミュニティバス「下半田川線」・「曽野線」の新瀬戸駅バス停、名鉄バス「水野循環線」【20】【21】【22】【23】系統、同「みずの坂線」【25】【26】系統・瀬戸市コミュニティバス「こうはん線」の新瀬戸駅バス停・水南町バス停、または、瀬戸市コミュニティバス「本地線」の新共栄橋北バス停になる。

### 道路
愛知県道208号上半田川名古屋線 ： 町の北西端部をかすめるように通っている。

## 施設
- イズモ葬祭 瀬戸 貴賓館[8] ： 出雲殿グループの葬儀会館[18]。大きさの異なる5つのホールと控室、会食室等を兼ね備える[18]。駐車場115台[18]。
- 立正佼成会 瀬戸道場 ： 東京都杉並区に本部を置く宗教法人の道場[19]。
- たいやき わらしべ 瀬戸店 ： 伊勢生まれ・瀬戸育ちのたいやき屋[20]。瀬戸市の観光案内マップやイベント案内も置いている[20]。

- イズモ葬祭 瀬戸 貴賓館
- 立正佼成会 瀬戸道場
- たいやき わらしべ 瀬戸店

## その他

### 日本郵便
- 郵便番号 ： 489-0914[6]（集配局：瀬戸郵便局[21]）。